# 平田バルブ工業
平田バルブ工業（ひらた - こうぎょう）は、神奈川県川崎市の本社を起点に、生産本部である新潟事業所を中心に各種バルブの製造、販売、メンテナンスを行う日本の株式会社である。

## 会社概要
- 生産本部

新潟事業所 新潟県魚沼市田戸121-1
- 工事事業所

東北事業所 宮城県石巻市渡波字旭ケ浦103サンプレス新城105号
福島事務所 福島県双葉郡富岡町大字上郡山字清水232
青森事務所 青森県上北郡六ヶ所村大字泊字焼山504-5
女川事務所 宮城県石巻市渡波字旭ケ浦103サンプレス新城105号
浜岡事業所（発電所構内事務所） 静岡県御前崎市佐倉5561 中部電力株式会社浜岡原子力発電所保修第三構内
柏崎事業所（発電所構内事務所） 新潟県柏崎市青山町3-1 東京電力株式会社柏崎刈羽原子力発電所第2企業センター合同棟内

## 会社沿革
- 1937年 港区芝新橋に、平田商店という社名で創業。
- 1939年 平田バルブ工業株式会社に改組。
- 1944年 平田産業株式会社を設立。
- 1951年 ステンレスバルブの製造を開始。
- 1957年 神奈川県に川崎工場完成。
- 1959年 日本バルブ輸出振興株式会社を設立。
- 1963年 大阪府に大阪営業所を開設。
- 1964年 酸素用バルブの製造を開始。
- 1966年 API表示許可を取得。
- 1967年 神奈川県に川崎工場技術センターが完成。LNG用低温バルブの製造を開始。
- 1968年 原子力用バルブの製造を開始。
- 1970年 高圧ガス設備試験・製造認定事業所の資格を取得。
- 1975年 ASME SECIIIクラス、1、2、3‘N・NTP’の製造に対する資格を取得。
- 1977年 資本金を5000万円に増資。新潟県に新潟工場が完成。
- 1980年 平田産業株式会社を平田工事株式会社に改組。
- 1982年 本社営業部を川崎工場に統合し、本社工場に改組。福島県に福島事業所を開所。
- 1987年 本社工場の生産部門を新潟工場に統合し、新潟事業所に改組。本社工場を本社事業部に改組。一般建設業（管工事業）認可取得。
- 1989年 静岡県に浜岡事業所を開所。
- 1991年 新潟県に柏崎事業所を開所。
- 1992年 本社ビルが完成。神奈川県に川崎事業所を開所。
- 1994年 新潟事業所に保守技術訓練用モックアップ装置が完成。ISO9001認証取得。
- 2003年 青森県に青森事業所を開所。
- 2004年 イーグル工業株式会社より、原子力ベローシール弁の設計製作の技術供与を受け、今後の原子力プラントへの供給体制を整える。
- 2006年 LNG船用低温バルブのNK船級を取得。
- 2007年 宮城県に東北事業所女川事務所を開所。
- 2008年 ISO14001認証取得。LNG船用低温バルブのLR船級を取得。

## ドイツADAMS社との技術提携
平田バルブ工業から国内向けに発売されている「平田・ADAMS」LNG用低温バタフライ弁は、ドイツのADAMS社との技術提携商品である。平田バルブ工業では、主に販売及びメンテナンス業務を行い、ADAMS社によって設計、製作、検査が行われている。